# Балагје д'О
Балагје д'О (фр. Balaguier-d'Olt) насеље је и општина у јужној Француској у региону Миди Пирене, у департману Аверон која припада префектури Вилфранш де Руерг.
По подацима из 2011. године у општини је живело 128 становника, а густина насељености је износила 11,81 становника/km². Општина се простире на површини од 10,84 km². Налази се на средњој надморској висини од 150 метара (максималној 378 m, а минималној 152 m).

## Демографија
| 1962. | 1968. | 1975. | 1982. | 1990. | 1999. | 2011. |
| ----- | ----- | ----- | ----- | ----- | ----- | ----- |
| 113   | 115   | 119   | 160   | 150   | 143   | 128   |

График промене броја становника у току последњих година